# Strba Sándor
Strba Sándor (Érsekújvár, 1946. október 18.) tanár, helytörténész.

## Élete
Strba Sándor és Herz Ilona fia.
1964-ben érettségizett az érsekújvári magyar gimnáziumban, majd 1972-ben a nyitrai Pedagógiai Főiskolán szerzett magyar–történelem szakos tanári oklevelet. 1964–1967 között, majd 1980–1982-ben a pozsonyi Comenius Egyetemen magyar–német szakot hallgatott. 1971–1988 között az udvardi mezőgazdasági szaktanintézet tanára. 1988–1998 között az Érsekújvári járási Múzeum (Thain János Múzeum) munkatársa.
Tanári munkája mellett Érsekújvár múltjával, művelődéstörténetével és társadalomtörténetével foglalkozik. 1991–1993 között Városom, Érsekújvár címmel füzetsorozatot jelentetett meg. 1999-ben feleségével, Strba Katalinnal magánkönyvtárat alapított Bibliotheka Kaláka néven.

## Elismerései
- 2013 Patria-díj[1]

## Művei
- 1991 Érsekújvár története képekben 1545–1691. Érsekújvár
- 2004 Az érsekújvári zsidóság története (tsz. Lang Tamás)
- 2004 Balassi Bálint kalandos érsekújvári „botránya”
- 2005 Thain János a tanár, festőművész, néprajzgyűjtő és múzeum alapító
- 2006 Érsekújvár az irodalom tükrében. Komárno (tsz. Strba Katalin)
- 2006 Nové Zámky album, Érsekújvári album, Album of Nové Zámky. Agentúra 22, Érsekújvár
- 2009 Ferenc-rendi templom és kolostor. 27.
- 2017 Érsekújvár II. A vár lebontásától a II. világháború befejezéséig 1724–1945